# Citilink
Citilink – indonezyjska linia lotnicza z siedzibą w Dżakarcie. Została założona w 2001 jako część linii Garuda Indonesia. Głównym węzłem jest port lotniczy Surabaja-Juanda.

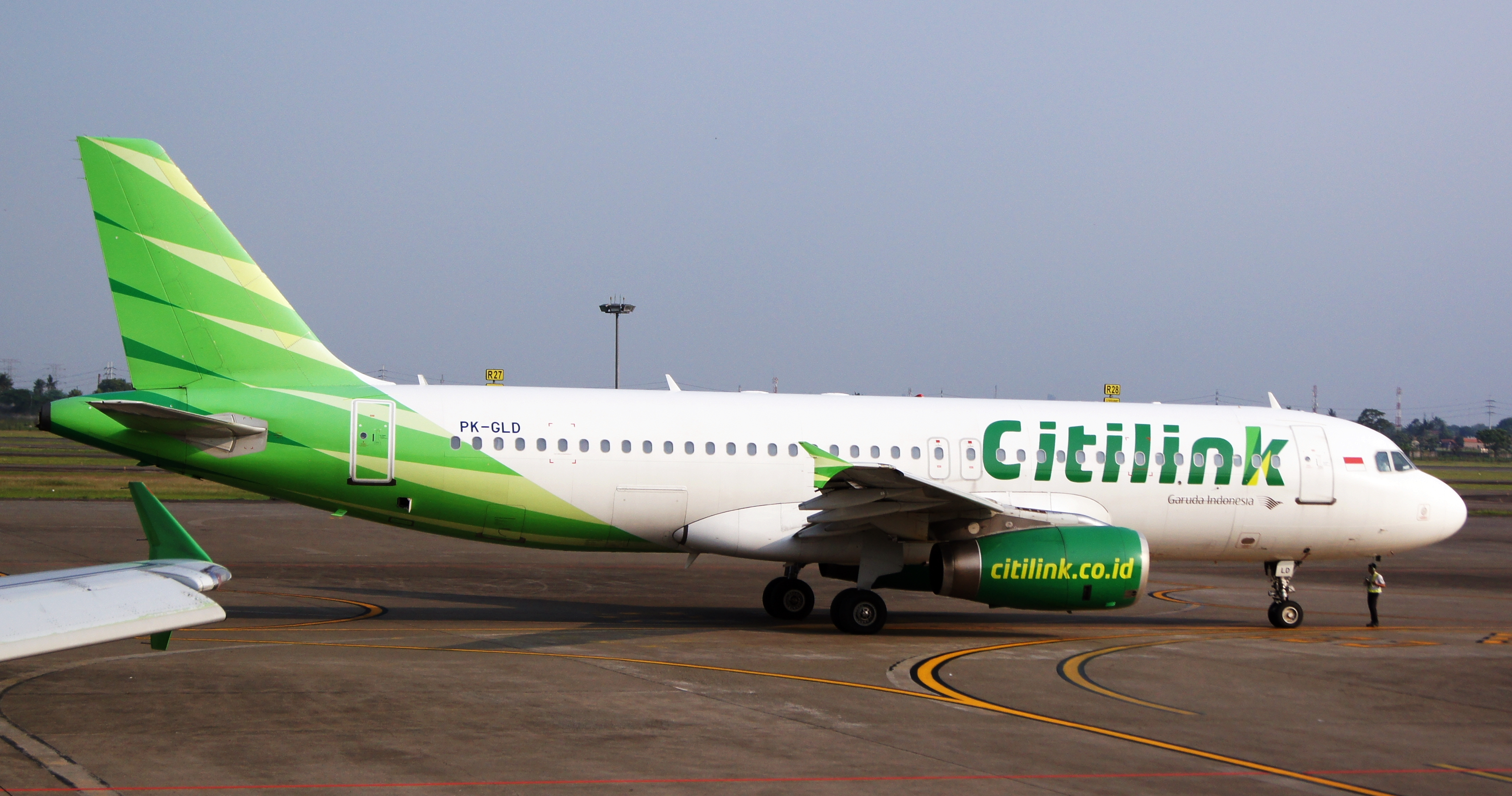
Airbus A320

## Flota
Według stanu na kwiecień 2025 flota Citilink składała się z 60 samolotów o średnim wieku 10,8 lat:
| Samolot         | Samolot | Samolot   | Liczba miejsc | Liczba miejsc | Liczba miejsc | Uwagi              |
| Model           | Aktywne | Zamówione | B             | E             | Łącznie       | Uwagi              |
| --------------- | ------- | --------- | ------------- | ------------- | ------------- | ------------------ |
| Airbus A320-200 | 39      | -         | -             | 180           | 180           |                    |
| Airbus A320neo  | 10      | -         | -             | 180           | 180           |                    |
| Airbus A330-300 | 1       | -         | -             | 368           | 368           |                    |
| Airbus A330-900 | 2       | -         | 42            | 323           | 365           |                    |
| ATR 72          | 7       | -         | -             | 70            | 70            |                    |
| Boeing 737-500  | 1       | -         |               |               |               | Konfiguracja cargo |
| Łącznie         | 60      | 0         |               |               |               |                    |